# نيمانيا رادونيتش
نيمانيا رادونيتش (مواليد 15 فبراير 1996) هو لاعب كرة قدم محترف صربي يلعب في أولمبيك مارسيليا كجناح.

## مسيرته مع الأندية

### السنوات الأولى
ولد رادونيتش في نيشْ، ولعب في أكاديمية الشباب في نادي رادنتيشكي المحلي في السنوات الأولى له. سابقا كان عضوا في الأندية المحلية ميدييانا وجيليزنيتشار حيث قام بأول خطواته الكروية. رادونيتش انتقل إلى بارتيزان حيث قضى عدة سنوات لكن فيما بعد أعلن نفسه كمشجع لأعظم خصم، النجم الأحمر بلغراد. بعد ذلك قضى عدة أشهر مع أكاديمية غورغي هاجي لكرة القدم في رومانيا، قبل أن يوقع عقدًا لمدة خمس سنوات مع روما في عام 2014، حيث تم إعارته إلى إمبولي لموسم. وفي بداية عام 2016، عاد رادونيتش إلى صربيا، وانضم إلى تشوكاريتشكي كلاعب مُعار. سجل هدفا في ظهوره لأول مرة لتشوكاريتشي في دوري السوبر الصربي.

## وصلات خارجية
- نيمانيا رادونيتش على موقع الاتحاد الدولي (مؤرشف)  (الإنجليزية)
- نيمانيا رادونيتش على موقع الاتحاد الأوربي (الإنجليزية)
- نيمانيا رادونيتش على موقع إي إس بي إن إف سي (الإنجليزية)
- نيمانيا رادونيتش على موقع قاعدة بيانات كرة القدم.إي يو (الإنجليزية)
- نيمانيا رادونيتش على موقع ليكيب (الفرنسية)
- نيمانيا رادونيتش على موقع ناشيونال فوتبول تيمز (الإنجليزية)
- نيمانيا رادونيتش على موقع Soccerbase.com (لاعب) (الإنجليزية)
- نيمانيا رادونيتش على موقع Soccerway.com (الإنجليزية)
- نيمانيا رادونيتش على موقع عالم كرة القدم.نت (الإنجليزية)
- نيمانيا رادونيتش على موقع AS.com (الإسبانية)
- Nemanja Radonjić stats at utakmica.rs على موقع واي باك مشين (نسخة محفوظة 2016-08-17)
- نيمانيا رادونيتش – سجل منافسات اليويفا